# Leiopus fallaciosus
Leiopus fallaciosus là một loài bọ cánh cứng trong họ Cerambycidae.